# Pałacyk myśliwski Glienicke
Pałacyk myśliwski Glienicke (niem. Jagdschloss Glienicke) – pałacyk w berlińskiej dzielnicy Wannsee, niedaleko pałacu Glienicke oraz zamku Babelsberg. Wzniesiony na zlecenie elektora brandenburskiego Fryderyka Wilhelma I w 1682, często przebudowywany, swój obecny neorenesansowy wygląd otrzymał w 1889 r.
Pałacyk myśliwski Glienicke należy do grupy pałaców i zespołów parkowych w Poczdamie i Berlinie wpisanych w 1990 r. na listę światowego dziedzictwa UNESCO.

## Historia

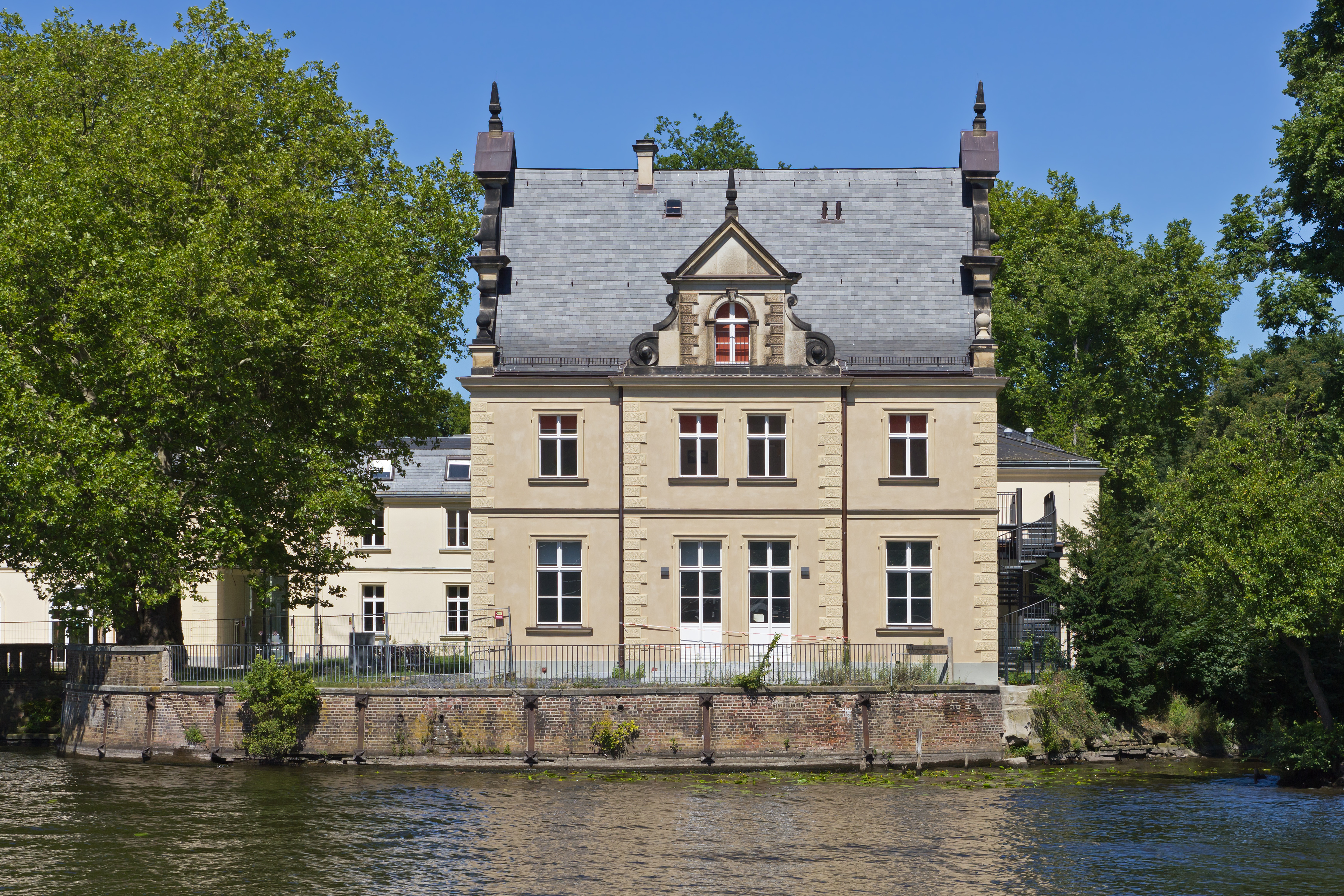
Pałacyk myśliwski Glienicke

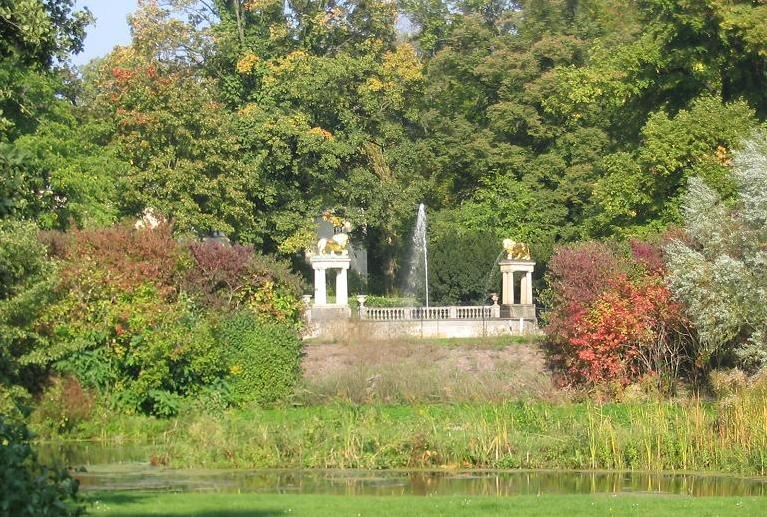
Park przy pałacyku myśliwskim Glienicke

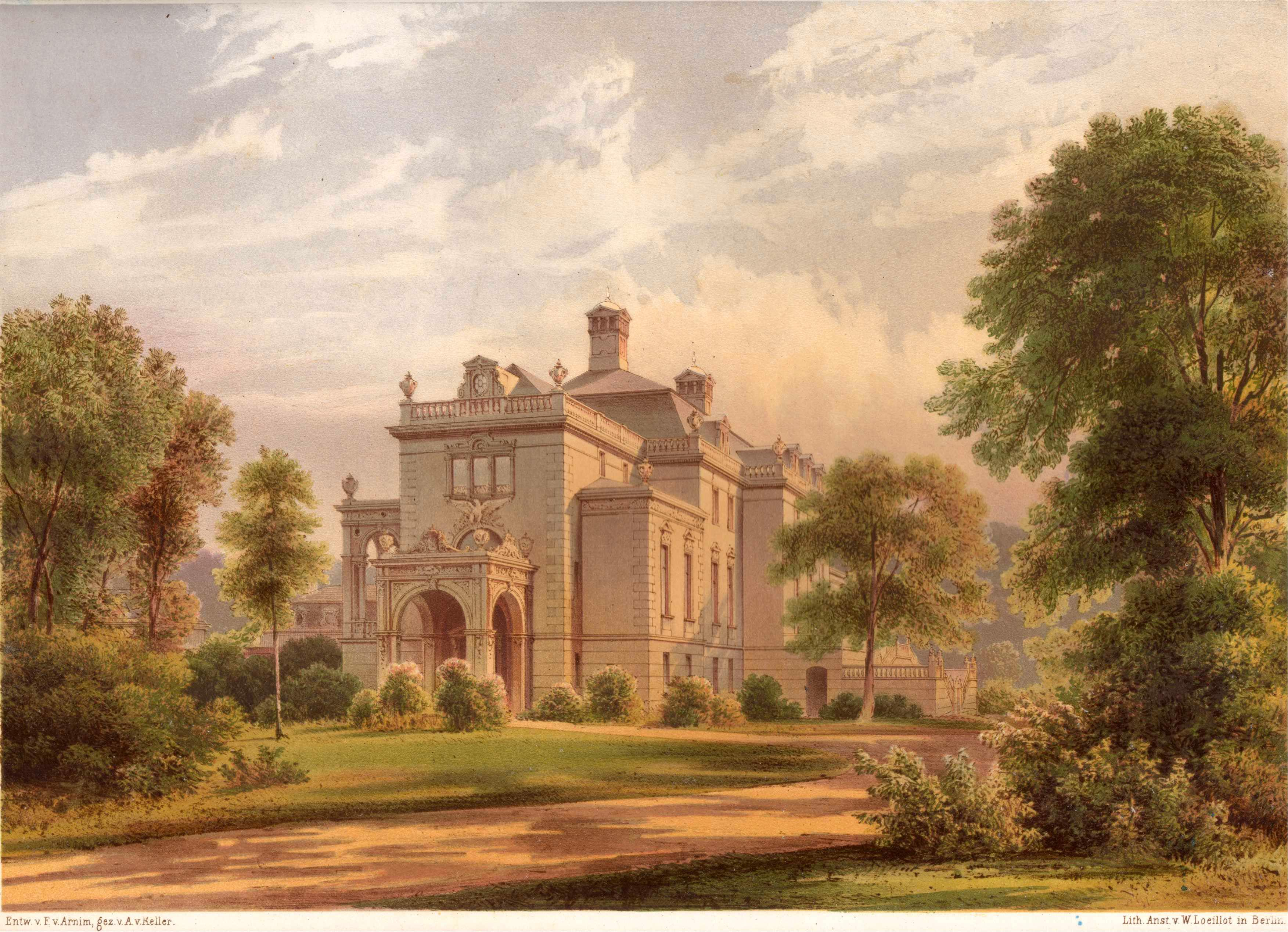
Pałacyk myśliwski Glienicke po przebudowie przez Ferdinanda von Armina, ok. 1865 r.

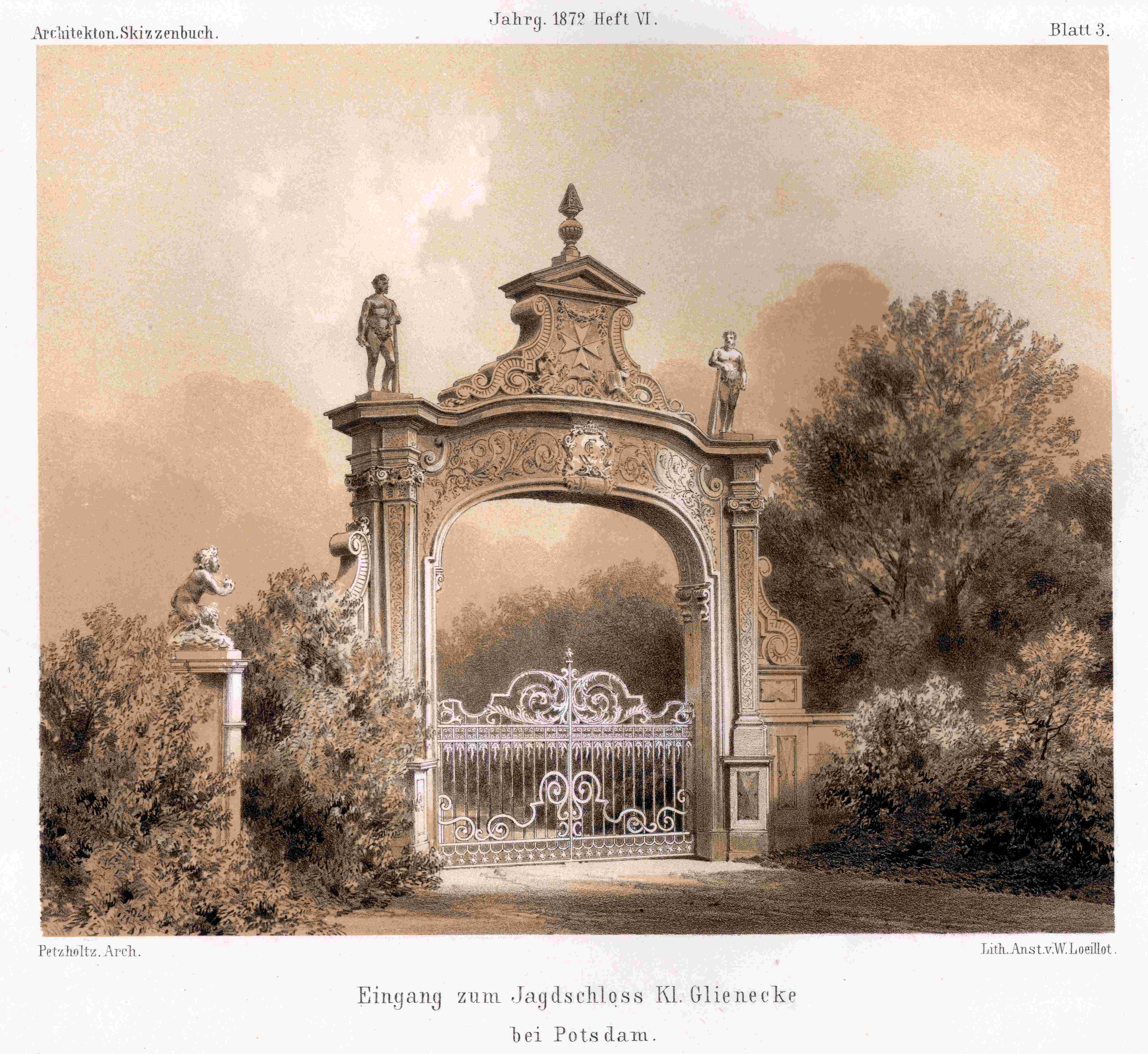
Brama wjazdowa do parku okalającego pałacyk myśliwski Glienicke, ok. 1872 r.

Wybudowany w latach 1682–1693 najprawdopodobniej przez Charles’a Philippe’a Dieussarta lub Philipa de Chiese na zlecenie elektora brandenburskiego Fryderyka Wilhelma I.
Rozbudowany przez pierwszego króla Prus Fryderyka I. Za panowania Fryderyka Wilhelma I służył jako lazaret (1715–1759). W 1759 pałacyk wynajął przedsiębiorca Isaak Levin Joel, który rozpoczął tu produkcję tapet. W 1763 Fryderyk II Wielki podarował pałacyk fabrykantowi. Potomkowie Joela sprzedali posiadłość w 1827 Wilhelmowi von Türk, prawnikowi i pedagogowi, który w 1832 urządził tu dom dla sierot, a następnie odsprzedał obiekt Brandenburgii.
W 1859 książę Prus Karol zakupił posiadłość, przenosząc sierociniec do nowego budynku w Klein Glienicke. Następnie zlecił przebudowę rezydencji dla swojego syna Fryderyka Karola w stylu francuskiego neobaroku. Pałacyk otrzymał ozdobne szczyty, wykusze oraz wieże zwieńczone kopułami. Prace podjął jego nadworny architekt Ferdinand von Arnim. Park wokół pałacyku zaprojektował Peter Joseph Lenné. Zabudowania wsi Klein Glienicke zostały przebudowane w modnym wówczas stylu szwajcarskim.
W latach 1885–1889 książę Fryderyk Leopold przeprowadził przebudowę obiektu w stylu neorenesansowym. Albert Geyer dodał południowe skrzydło, wieżę oraz piętra w części środkowej. Posiadłość otoczono murem, który w 1961 stał się częścią granicy pomiędzy NRD a RFN, przy czym pałacyk znalazł się na terenie Berlina Zachodniego a wieś po stronie wschodniej.
W 1939 r. pałacyk przeszedł w posiadanie miasta Berlina. W latach 1941–1945 mieścił się tu magazyn niemieckiej wytwórni filmowej UFA. Po II wojnie światowej pałacyk stał się siedzibą szkoły kadetów Armii Czerwonej. Od 1947 znajdował się tu ośrodek dla sierot wojennych. Budynek służył również jako tymczasowe schronienie dla mieszkańców Berlina wysiedlonych przez Sowietów z dzielnicy Neubabelsberg. W 1952 r. urządzono tu schronisko młodzieżowe.
W latach 1962–1963 pałacyk został przebudowany przez Maxa Tauta, który dodał przeszklone wykusze na piętrach dolnych. W latach 1964–2003 pałac służył jako międzynarodowe centrum konferencyjne. W 1984 zamknięto mieszczący się tu dom dziecka.
Od 2002 r. budynek stał się siedzibą Sozialpädagogische Fortbildungsstätte Jagdschloss Glienicke (SFJG). 31 marca 2003 w gmachu wybuchł pożar, który strawił południowe skrzydło. Odbudowa potrwa do 2011.
W 2007 r. SFJG połączyło się z Sozialpädagogischen Fortbildungswerk Brandenburg (SPFW), tworząc Sozialpädagogisches Fortbildungsinstitut Berlin-Brandenburg (SFBB), który utrzymał siedzibę w pałacyku.
Pałacyk myśliwski Glienicke należy do grupy pałaców i zespołów parkowych w Poczdamie i Berlinie wpisanych w 1990 r. na listę światowego dziedzictwa UNESCO.